# Damião (sobrinho de Valeriano)
Damião ou Damiano (em latim: Damianus) foi um oficial bizantino do século VI, ativo durante o reinado do imperador Justiniano (r. 527–565).

## Vida
Damião era sobrinho de Valeriano e talvez oriundo da Trácia. No começo de 538, foi enviado de Roma por Belisário com 400 homens de seu tio sob seu comando com ordens de acompanhar João aos quartéis de inverno perto de Alba Fucens em Piceno e então seguir suas ordens. Na primavera, quando João recusou-se a deixar Arímino, deixou Damião e seus 400 homens com ele. Os autores da PIRT sugerem que, como Damião já estava em Roma desde 538, é possível que tenha chego lá com Vitaliano em abril de 537 e tenha participado de parte do cerco conduzido pelo rei Vitige (r. 536–540). Em 552, depois da Batalha das Tumbas dos Galos, Damião e Valeriano foram enviados por Narses com seus apoiantes, talvez bucelários, para escoltar os aliados lombardos à fronteira imperial e vigiá-los para que não machucassem ninguém na viagem. Damião não é mais citado depois disso, porém é possível que seja identificado com o homônimo que esteve ativo em 571.